# Jon Dette
Jonathan "Jon" Dette (ur. 19 kwietnia 1970) – amerykański perkusista. Jon Dette znany jest przede wszystkim z występów w zespołach Slayer i Testament, których był członkiem, odpowiednio w latach 1996-1997 i 2013 oraz 1994-1995, 1997 i 2000. Był także członkiem takich zespołów jak: Apocalypse, Chaotic Realm, Evildead, HavocHate, Pushed, Temple of Brutality i Terror. Jako muzyk koncertowy współpracował z takimi zespołami jak: Anthrax, Heathen i Iced Earth.
Od 2012 roku jest członkiem formacji Animetal USA.

## Instrumentarium
| Tama Starclassic Bubinga Dark Cherry Fade (DCF) - 20" x 22" Bass Drum - 20" x 22" Bass Drum - 6.5" x 14" Snare Drum - 9" x 12" Tom Tom - 9" x 13" Tom Tom - 14" x 16" Floor Tom - 15"x18" Floor Tom Osprzęt - Iron Cobra Power Glide Single Pedal (HP900P) - Iron Cobra Lever Glide Hi-Hat Stand (HH905) - 1st Chair Wide-Rider Drum Throne (HT530) |  | Naciągi - Evans EQ4 Clear - Evans Hybrid Coated - Evans 500 - Evans G2 Clear - Evans Resonant Black |